# Вівця
Бара́н сві́йський або вівця́ сві́йська (Ovis aries) — вид ссавців з підродини козли, свійська жуйна парнокопитна тварина роду баранів. Походить від диких гірських баранів — муфлонів (Ovis ammon musimon) і архарів (Ovis ammon s.str.), що були приручені більш як 8 тисяч років тому.
Тримають для отримання вовни, м'яса та молока.

## Походження та історія приручення
Вівця була приручена людиною понад 8 тисяч років тому на території сучасної Туреччини, Сирії, північної Месопотамії.
Точна лінія походження від диких предків до домашніх овець невідома. Найпоширеніша гіпотеза стверджує, що Ovis aries походить від азійського (O. gmelini) виду муфлонів; європейський муфлон (Ovis aries musimon) є прямим нащадком цієї популяції. Вівці були одними з перших тварин, яких людина одомашнила (хоча одомашнення собак, ймовірно, відбулося на 10-20 тисяч років раніше); дата одомашнення, за оцінками, припадає на період між 11 000 і 9 000 роками до н. е. в Месопотамії і, можливо, близько 7000 року до н. е. в Мехргарху в долині Інду. Розведення овець для отримання вторинних продуктів і, як наслідок, розвиток породи почався або в південно-західній Азії, або в Західній Європі. Спочатку овець утримували виключно заради м'яса, молока та шкур Археологічні знахідки скульптур, знайдених у місцях в Ірані, свідчать про те, що селекція вовняних овець могла розпочатися близько 6000 року до н. е., а найдавніший тканий вовняний одяг датується двома-трьома тисячами років пізніше.
Вівчарство швидко поширилося в Європі. Розкопки показують, що приблизно за 6000 років до нашої ери, в період неоліту, народ кастельновенів, який жив навколо Шатонеф-ле-Мартіг біля сучасного Марселя на півдні Франції, був одним з перших у Європі, хто почав розводити домашніх овець. Практично з моменту свого виникнення давньогрецька цивілізація використовувала овець як основну домашню худобу, і навіть, як кажуть, давала імена окремим тваринам. Стародавні римляни розводили овець у широких масштабах і були важливим чинником у поширенні вівчарства. Пліній Старший у своїй «Природній історії» (Naturalis Historia), докладно розповідає про овець і вовну. Європейські колоністи поширили цю практику в Новому Світі починаючи з 1493 року.

## Опис
Свійська вівця — парнокопитна жуйна тварина, як легко впізнати за спірально розгалуженими рогами самців і кучерявою шерстю. У диких видів баранів, а також у предків самої вівці шерсть не скручується кільцями, а хвіст значно коротший. У деяких примітивних порід овець хвіст також може бути невеликого розміру, проте довгі хвости, так само як і білий колір шерсті, з'явилися у тварин тільки на ранній стадії приручення.
Ноги сильні, добре пристосовані для дальніх переходів гористою місцевістю.
Писок у нижній частині загострений, має прямий або іноді горбоносий профіль, майже повністю (за винятком губ і країв ніздрів) покритий тонкою шерстю. Губи тонкі й дуже рухливі. Як і в інших представників роду баранів, у свійської вівці на лицьовій поверхні слізних кісток, під внутрішнім кутом очних западин, розміщені «слізні ямки» — заглиблення шкіри, що багаті потовими сальними залозами, виділення яких нагромаджуються у вигляді жирної пахучої маси — секретної рідини. Аналогічні заглиблення, що називаються «копитними залозами», присутні поміж верхніми суглобами обох пальців. Секрет, що виділяється цими залозами, і надає вівці її характерний запах.

### Метричні показники
Розмір і вага свійських овець коливаються залежно від породи. Швидкість росту та маса дорослої тварини залежать від спадковості, і з цієї причини селекційний відбір часто проводиться на підставі цих характеристик. Дорослі самки зазвичай важать 45—100 кг, тоді як більш великі самці — 70—160 кг. Рекордна вага барана (сафолкської породи) досягла 247,2 кг. У цілому висота в загривку у тварин становить 55—100 см, а довжина тіла — 60—110 см.

### Череп, зубна система

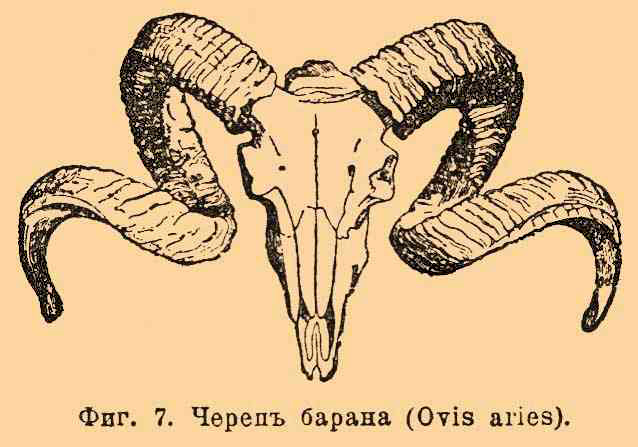
Будова черепа барана

За будовою черепа свійські вівці відрізняються від своїх диких родичів вужчими очницями й меншим розміром мозку.
У дорослих овець є 32 зуби (зубна формула I:0/3 C:0/1 P:3/3 M:3/3): 6 парних кутніх (зверху і знизу), 6 парних премолярів (також зверху і знизу), 2 ікла (знизу) і 6 різців (також лише знизу).
У проміжку між іклами та премолярами є велика щілина. Різці розташовані під тупим кутом до щелепи — така будова дозволяє тваринам більш ефективно кусати траву у порівнянні з іншими травоїдними тваринами. Кутні та премоляри разом утворюють широку поверхню у задній частині пащі — цими зубами тварини пережовують траву. Розвиток зубів відбувається поступово: початкові молочні зуби через рік — півтора починають замінюватися на постійні, а весь процес зміни зубів закінчується тільки на четвертому році життя.

### Роги
Як правило, в овець добре розвинені роги (два, але іноді чотири та більше), але в деяких порід їх може і не бути зовсім або вони є тільки в самців. У самців більшості порід роги добре розвинені, спірально закручені з закінченнями назовні, і поперечними горбиками. У самок також можуть бути ріжки невеликого розміру.

### Органи чуття
Всі вівці мають хороший слух і чутливі до раптового шуму. Бічне розміщення очей і горизонтально-витягнуті зіниці збільшують кут огляду до приблизно 270—320°, що дозволяє тваринам дивитися назад, не повертаючи голови (густа шерсть може зменшити кут огляду). Однак просторовий зір в овець розвинений недостатньо — тіні й поглиблення в землі можуть загальмовувати рух тварин. Загалом, вівці уникають затемнених ділянок і віддають перевагу відкритому, добре освітленому простору.

### Масті, шерсть
Масть різна залежно від породи — від молочно-білої до темно-бурої та чорної, бувають також плямисті та строкаті вівці різних мастей. Вівці з тонкою шерстю зазвичай білі. В овець з грубою шерстю вовна має два шари: перший — пухове підшерстя, що складається з тонких волокон діаметром близько 25 мкм, другий складається з грубших, 100—200 мкм. У тонкорунних овець шерсть складається лише з першого шару. Довжина волокон становить від 5—9 см у тонкорунних порід і до 10—15 см у грубошерстих. Рекордний настриг вовні від одного барана в Україні склав 31,7 кілограма за рік (в радгоспі «Червоний чабан» Херсонської області; баран важив 130 кілограмів).

### Утримання
|                                       |  |  |
| Пам'ятна монета НБУ присвячена барану |  |  |

Приміщення, в якому тримають овець, називається кошара або вівчарня.

## Породи
- Австралійський меринос
- Азербайджанський гірський меринос
- Асканійська тонкорунна вівця
- Алтайська вівця
- Дорпер (вівця)
- Камерунська вівця
- Прекос
- Damani
- Волоська вівця

## У науці

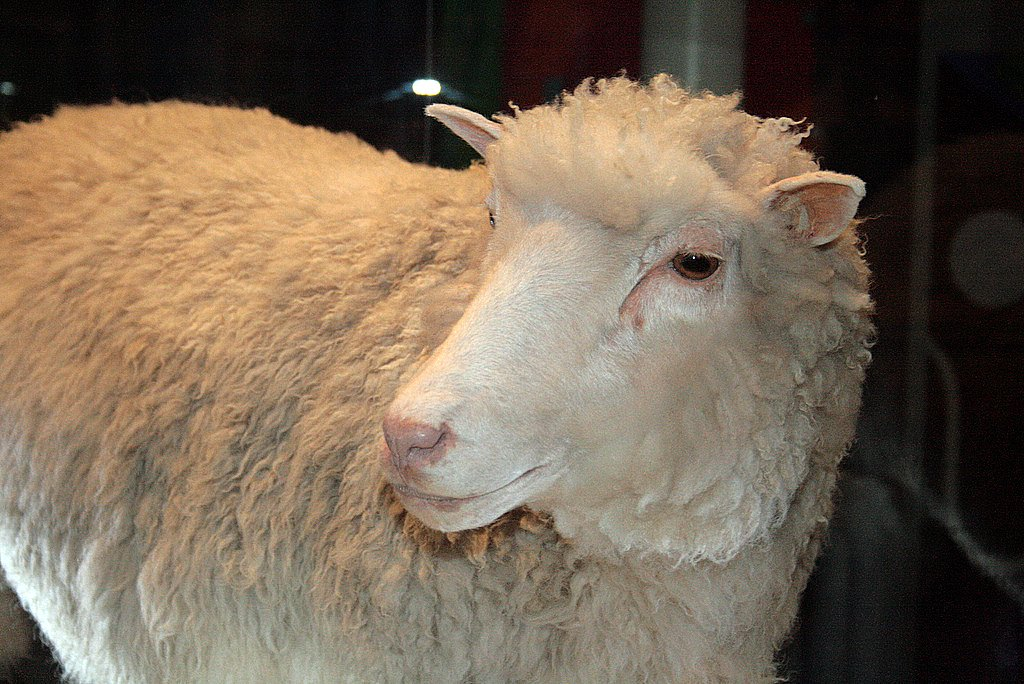
Клонована вівця на ім'я Доллі стала науковою віхою.

Вівці, як правило, занадто великі й розмножуються надто повільно, щоб бути ідеальними об'єктами для досліджень, і тому не є поширеним модельним організмом. Однак вони відіграють важливу роль у деяких галузях науки. Зокрема, Інститут Росліна в Единбурзі, Шотландія, використовував овець для генетичних досліджень, які дали революційні результати. У 1995 році дві вівці, на ім'я Меган і Мораг стали першими ссавцями, клонованими з диференційованих клітин, що також називається гінемерогонією. Рік потому фінська дорсетська вівця, на ім'я Доллі, яку журнал Scientific American назвав «найвідомішою вівцею у світі», стала першим ссавцем, клонованим із дорослої соматичної клітини. Після цього Поллі та Моллі були першими ссавцями, які були одночасно клонованими та трансгенними.
Домашніх овець іноді використовують у медичних дослідженнях, зокрема для вивчення фізіології серцево-судинної системи, у таких областях, як гіпертонія та серцева недостатність. Вагітні вівці також є корисною моделлю для вагітності людини, і їх використовували для дослідження впливу на розвиток плоду недоїдання та гіпоксії. У поведінкових науках овець в окремих випадках використовували для вивчення розпізнавання облич, оскільки їхній розумовий процес розпізнавання якісно схожий на людський.

## В культурі

### Фольклор і література
Вівці широко представлені в багатьох культурах, особливо в тих регіонах, де вони є найпоширенішим видом домашньої худоби. В англійській мові називати когось вівцею або овечкою може означати, що він боязкий і його легко провести. На противагу цьому образу, самці овець часто використовуються як символи мужності та сили; логотипи футбольної команди «Лос-Анджелес Ремз» і пікапа Dodge Ram означають самців товсторогого барана, Ovis canadensis.

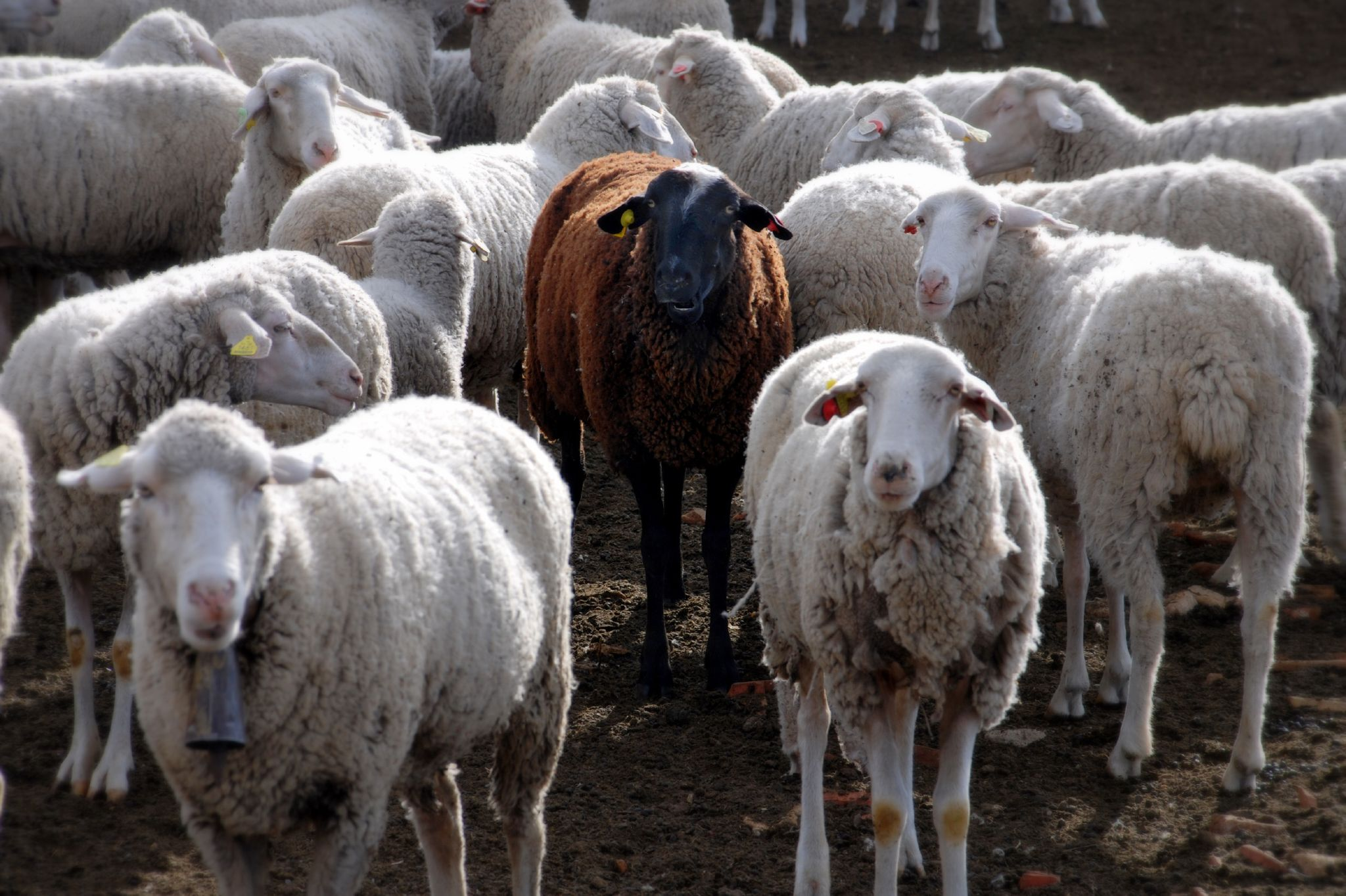
Чорна вівця
Голова барана зображена на колишньому гербі Сяамінкі, Фінляндія
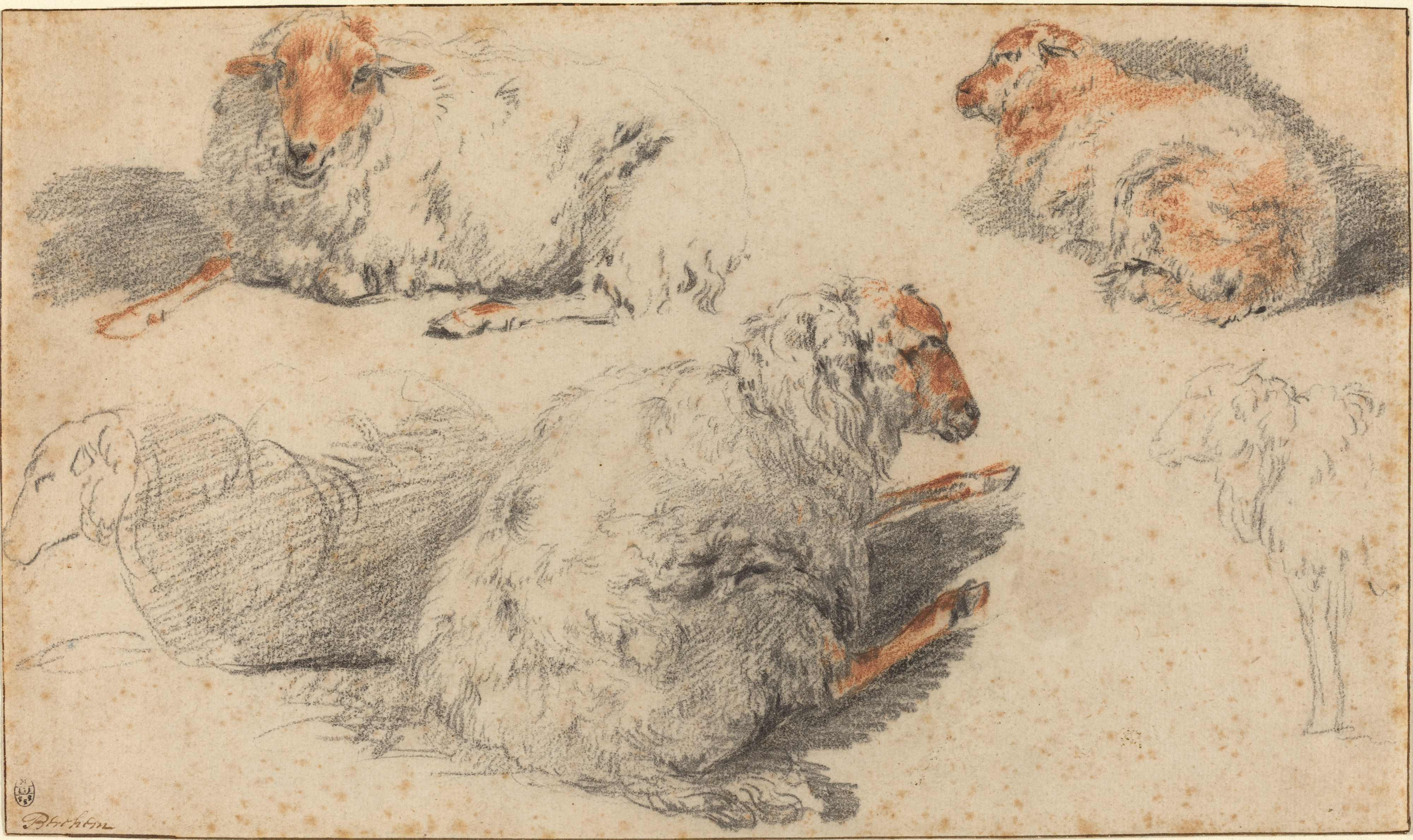
Ніколас Пітерзун Берхем (1620–1683), Вівці, чорна та червона крейда (можливо, олівець)

В народі вважається, що лічба овець допомагає заснути, і деякі давні системи лічби овець збереглися донині. Вівці також часто згадуються в розмовних приказках та ідіоматичних висловах, таких як «чорна вівця» (є частковим аналогом російських виразів «белая ворона» і «паршивая овца»). Називання людини «чорною вівцею» означає, що вона є дивним або недоброчесним членом групи. Таке вживання походить від рецесивної ознаки, через яку в повністю білій отарі іноді народжуються чорні ягнята. Пастухи вважали цих чорних овець небажаними, оскільки чорна вовна не така вигідна для продажу, як біла.
У британській геральдиці вівці з'являються у вигляді баранів, власне овець та ягнят. Вони відрізняються тим, що баран зображується з рогами й хвостом, вівця — без рогів, а ягня — лише з хвостом. Ще один варіант ягняти, так зване пасхальне ягня, зображується з християнським хрестом і з німбом над головою. Баранячі голови, зображені без шиї й звернені до глядача, також зустрічаються в Британських збройових майстернях. Руно, зображене у вигляді цілої овечої шкури, перев'язаної кільцем посередині, спочатку стало відомим завдяки використанню його на гербі Ордену Золотого Руна, а згодом було прийняте містами та приватними особами, пов'язаними з вовняною промисловістю. На австралійському англійському сленгу «на спині вівці» — це фраза, що використовується для натяку на шерсть як джерело національного процвітання Австралії.
Вівці є ключовими символами в таких байках і дитячих віршиках, таких як «Вовк в овечій шкурі», «Маленький Бо Піп», «Баа, баа, чорна вівця» та «У Мері була маленька овечка»; такі романи, як «Колгосп тварин» Джорджа Орвелла та «Полювання на диких овець» Харукі Муракамі ; у таких піснях, як «Вівці можуть безпечно пастися» (Schafe können sicher weiden) Й. С. Баха та «Вівці» Pink Floyd, і в таких поемах, як «Баранчик» Вільяма Блейка.

### Релігія
У давнину символіка, пов'язана з вівцями, з'явилася в релігіях стародавнього Близького Сходу, Близького Сходу та Середземномор'я: Чатал-Гьоюк, давньоєгипетська релігія, ханаанська та фінікійська традиції, юдаїзм, грецька релігія та інші. Релігійна символіка та ритуали за участю баранів з'явилися в одних із перших відомих вірувань: черепи баранів (разом із биками) займали центральне місце у святилищах у поселенні Чатал-Гьоюк у 8000 році до н. е. У давньоєгипетській релігії баран був символом кількох богів: Хнума, Херішафа та Амона (у його втіленні як бога родючості). Серед інших божеств, іноді зображуваних з рисами барана, — богиня Інанна, фінікійський бог Баал-Хамон та вавилонський бог Еа-Оаннеса. На Мадагаскарі овець не їли, оскільки вважали, що вони є втіленнями душ предків.
Існує багато давньогрецьких згадок про овець: про Хрісомаллоса, барана з золотистим руном, про якого продовжують розповідати й в сучасну епоху. Астрологічно Овен, баран, є першим знаком класичного грецького зодіаку, а вівця є восьмою з дванадцяти тварин, пов'язаних із 12-річним циклом китайського зодіаку, пов'язаним з китайським календарем. У китайських традиціях говориться, що Хоу-цзи приносив у жертву овець. У Монголії шагай — стародавня форма гральних кубиків, виготовлених із кубоподібних кісток овець, які часто використовуються для ворожіння.
Вівці відіграють важливу роль у всіх авраамічних релігіях; Авраам, Ісак, Яків, Мойсей і цар Давид були пастухами. Згідно з біблійною історією про зв'язування Ісаака, барана приносять в жертву замість Ісаака після того, як ангел зупиняє руку Авраама (в ісламській традиції Авраам збирався принести в жертву Ізмаїла). Курбан-байрам — велике щорічне свято в ісламі, під час якого приносять у жертву овець (або інших тварин) на згадку про цей акт. Іноді овець приносять у жертву на відзначення важливих світських подій в ісламських культурах. Греки та римляни регулярно приносили в жертву овець в релігійних обрядах, а юдаїзм колись приносив у жертву овець як корбан (жертвоприношення), наприклад, пасхальне ягня. Символи овець, такі як церемоніальне сурмлення в шофар, все ще присутні в сучасних юдейських традиціях.

Послідовників християнства часто називають паствою, а Христа — Добрим Пастирем, і вівці є елементом християнської іконографії народження Ісуса. Деякі християнські святі вважаються покровителями пастухів і навіть самих овець. Христа також зображують як жертовного агнця Божого (Agnus Dei), а на Великодніх святкуваннях у Греції та Румунії традиційно подають пасхальне ягня. Керівника церкви часто називають пастором, що походить від латинського слова «пастир». У багатьох західних християнських традиціях єпископи носять посох, який також служить символом єпископської посади, відомий як посох, створений за зразком пастушого кручка.

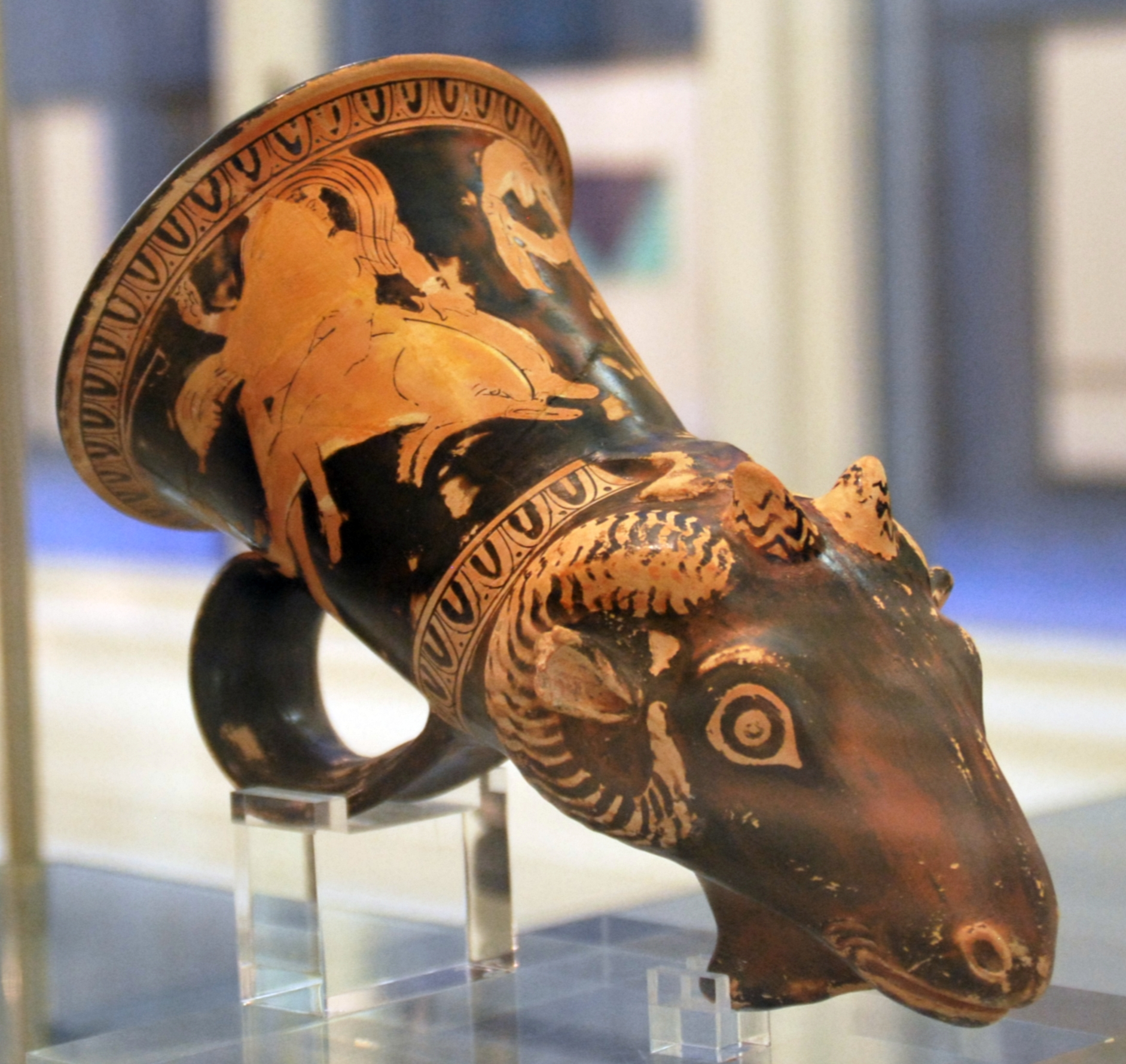
Давньогрецький червонофігурний ритон із головою барана, прибл. 340 рік до нашої ери
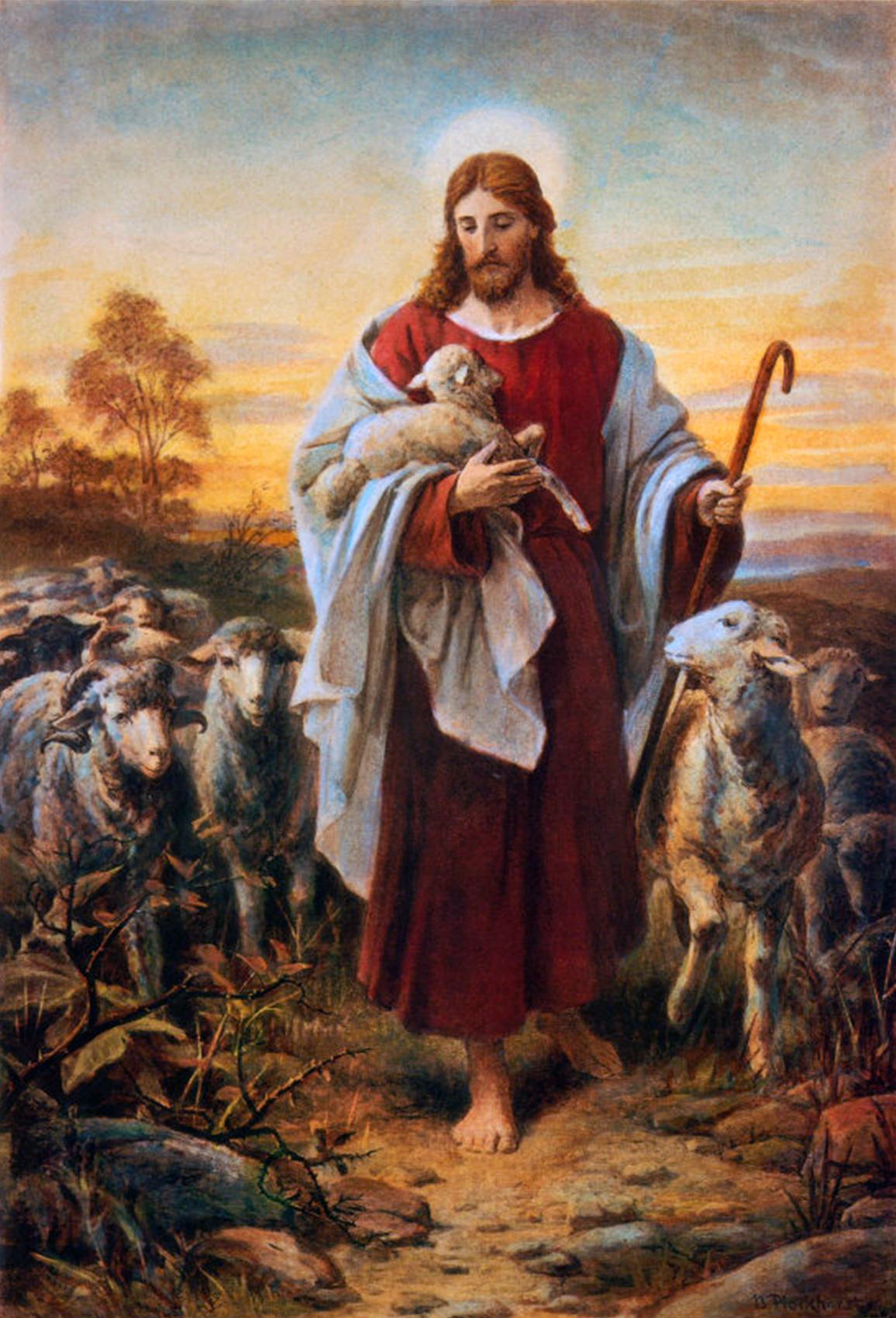
Ісус зображений як «Добрий пастир», а християни — як вівці.

### Кінематограф
Пустотливий, кмітливий і підприємливий баранець Шон став популярним персонажем однойменного мультсеріалу ; пізніше до нього приєднався баранець Тіммі — спочатку один із персонажів згаданого мультсеріалу, який потім став героєм власної епопеї.
Кулястий баранець, на ім'я Бараш — один із героїв мультсеріалу «Смішарики».
У новозеландському фільмі 2007 р. «Паршива вівця» іронічно переосмислюється традиційне уявлення про вівці як істоти боязких та беззахисних, коли за сюжетом вівці внаслідок генетичного експерименту стають кровожерливими вбивцями.

## Галерея

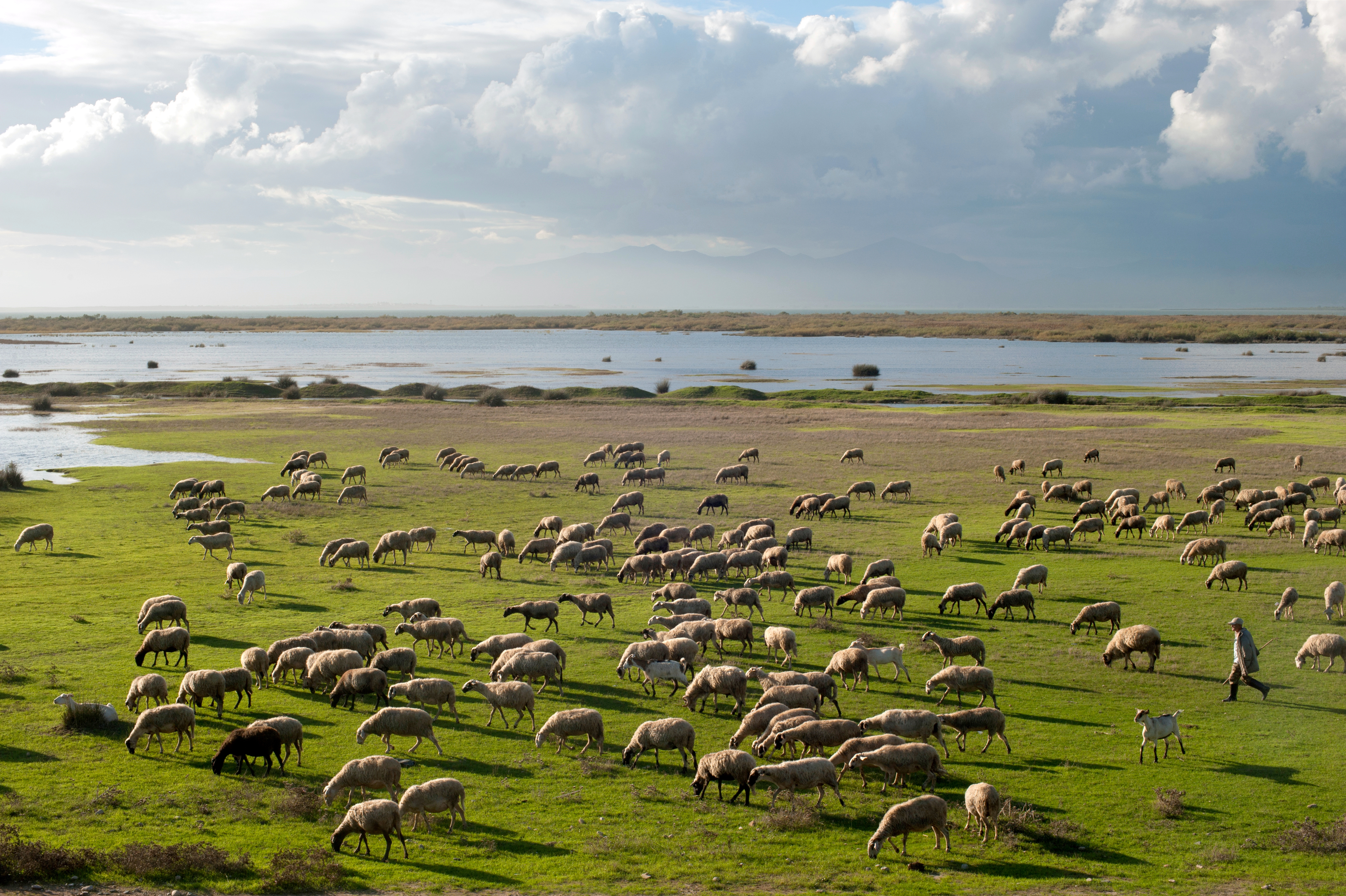
Стадо овець
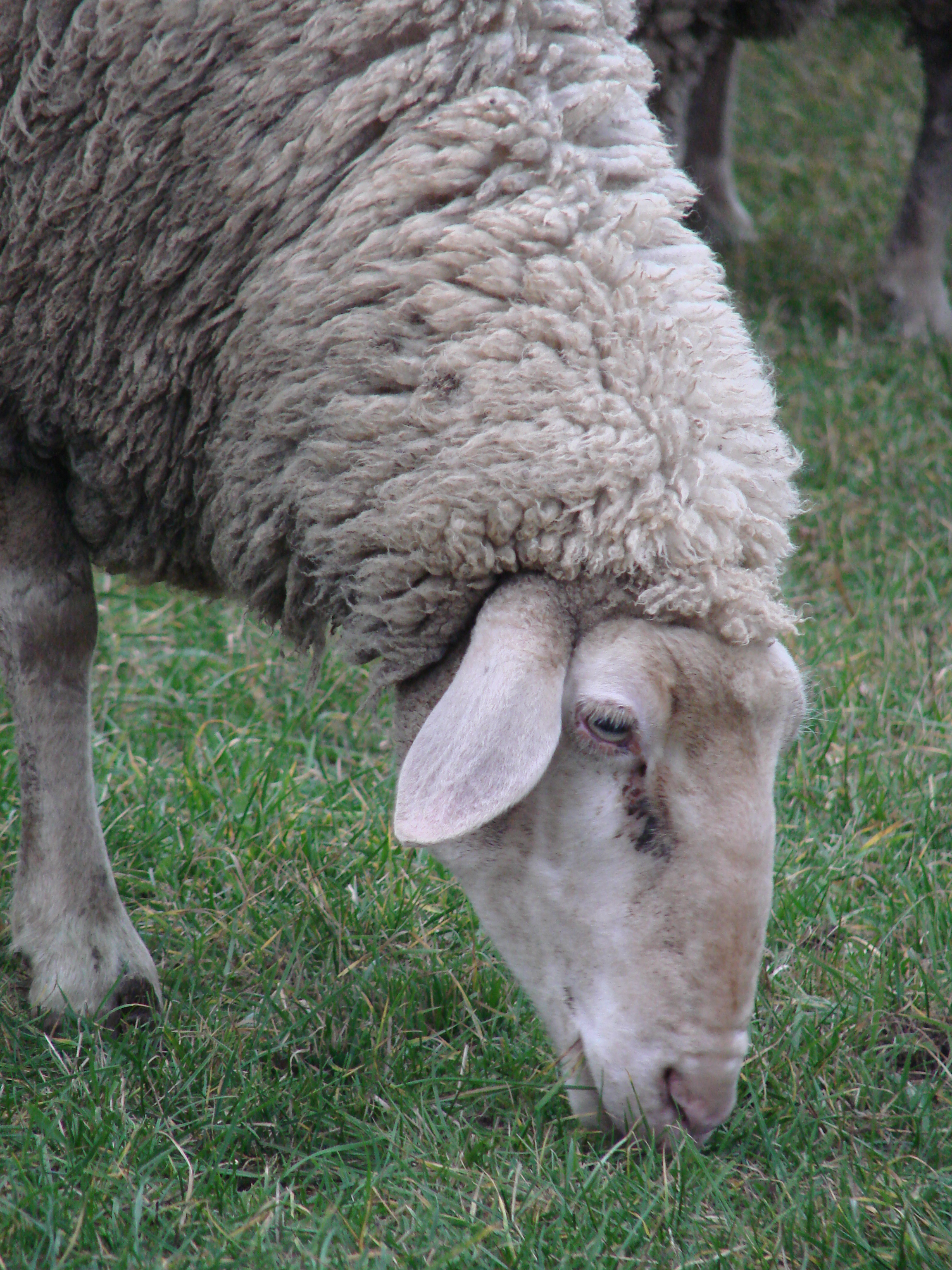
Вівця
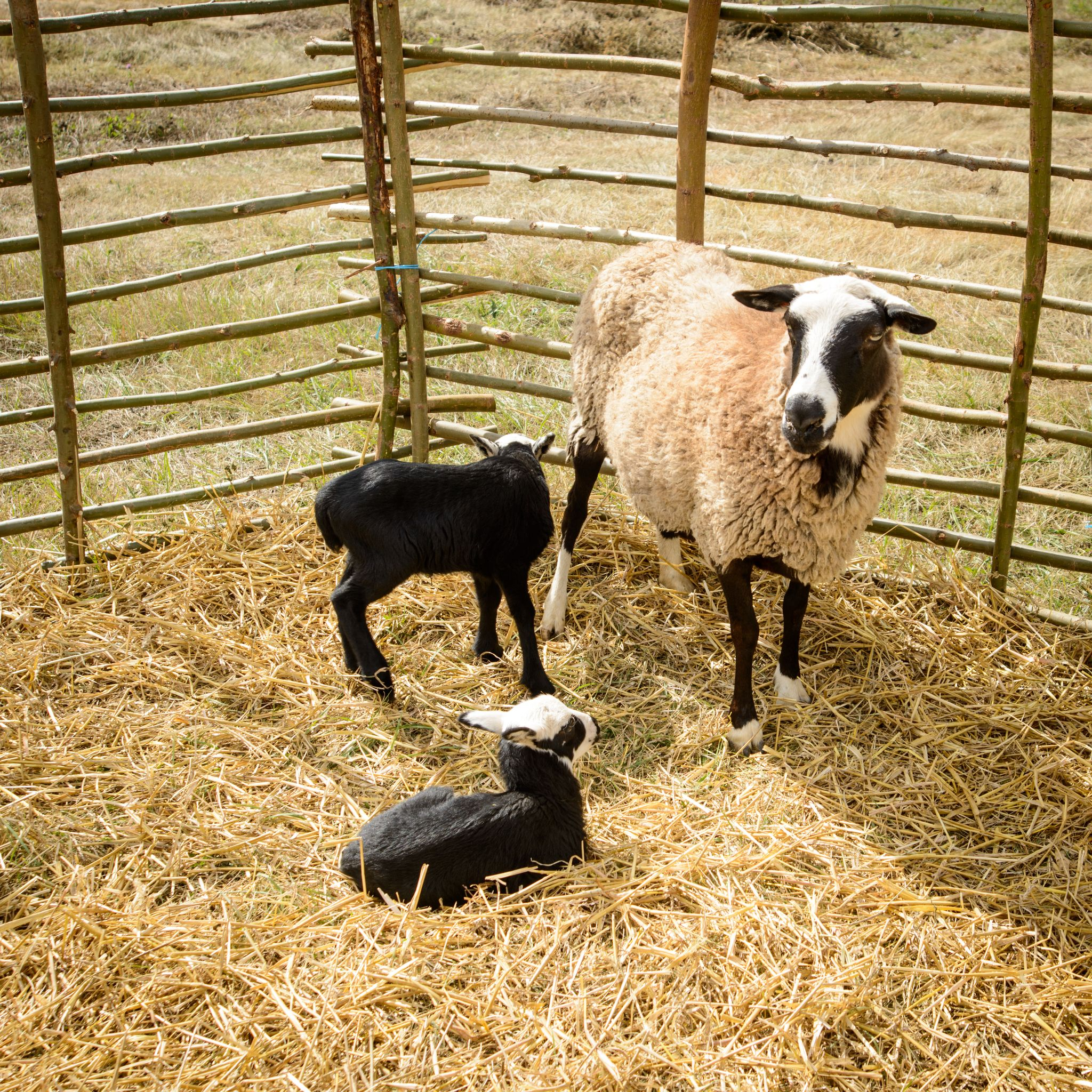
На ярмарку під час етнографічного фестивалю «Свіччине весілля» у 2016 році в Березовій Рудці
- Вівці пасуться на горі Піп Іван Мармароський, Карпати
- Пастух та вівці